# Dukatensozietät
Die Dukatensozietät (v. lat. „societas“ „Gesellschaft“) ist eine 1746 durch Franz Karl Ludwig von Wied zu Neuwied (* 1710; † 1765), preußischen Generalleutnant und jüngsten Sohn des Grafen Friedrich Wilhelm zu Wied-Neuwied, ins Leben gerufene Gesellschaft, die ähnlich einem Schneeballsystem arbeitete und ihren Mitgliedern bei Zahlung monatlich eines Dukatens versprach, „nicht nur dieser Bezahlung bald entledigt zu werden, sondern sogar viele Dukaten monatlich zu empfangen“.
Ein Mitglied dieser Sozietät wurde bei Werbung eines zweiten Mitgliedes von der Zahlung des ersten Dukatens im Monat befreit. Für das dritte geworbene Mitglied erhielt es monatlich einen Dukaten, wie auch für jedes weitere ungerader Zahl. Die Beiträge der in gerader Zahl geworbenen Mitglieder fielen an die Sozietätskasse. Bei fünfzig geworbenen Mitgliedern ergab das ein Plus von monatlich 24 Dukaten für das werbende Mitglied.
Innerhalb eines Jahres hatte die Gesellschaft 416 Mitglieder in ganz Deutschland, vor allem in Neuwied und Umgebung und in der Garnison Wesel.
Kurze Zeit später wurde die Gesellschaft als „gefährlich“ eingestuft und verboten.